# 1973 en Belgique
Chronologie de la Belgique
- 1969
- 1970
- 1971
- 1972
- 1973
- 1974
- 1975
- 1976
- 1977

Cette page recense des événements qui se sont produits durant l'année 1973 en Belgique.

## Chronologie
- 26 janvier : installation du gouvernement Leburton I (libéraux, sociaux-chrétiens et socialistes).
- 19 juillet : légalisation de la vente de la pilule contraceptive[1].
- 29 septembre : création d'un « Conseil ministériel de l'Informatique » visant à développer une politique de l'informatique dans la fonction publique[2].
- 23 octobre : installation du gouvernement Leburton II (libéraux, sociaux-chrétiens et socialistes).
- Fondation de la Fédération des entreprises de Belgique.

## Culture

### Architecture

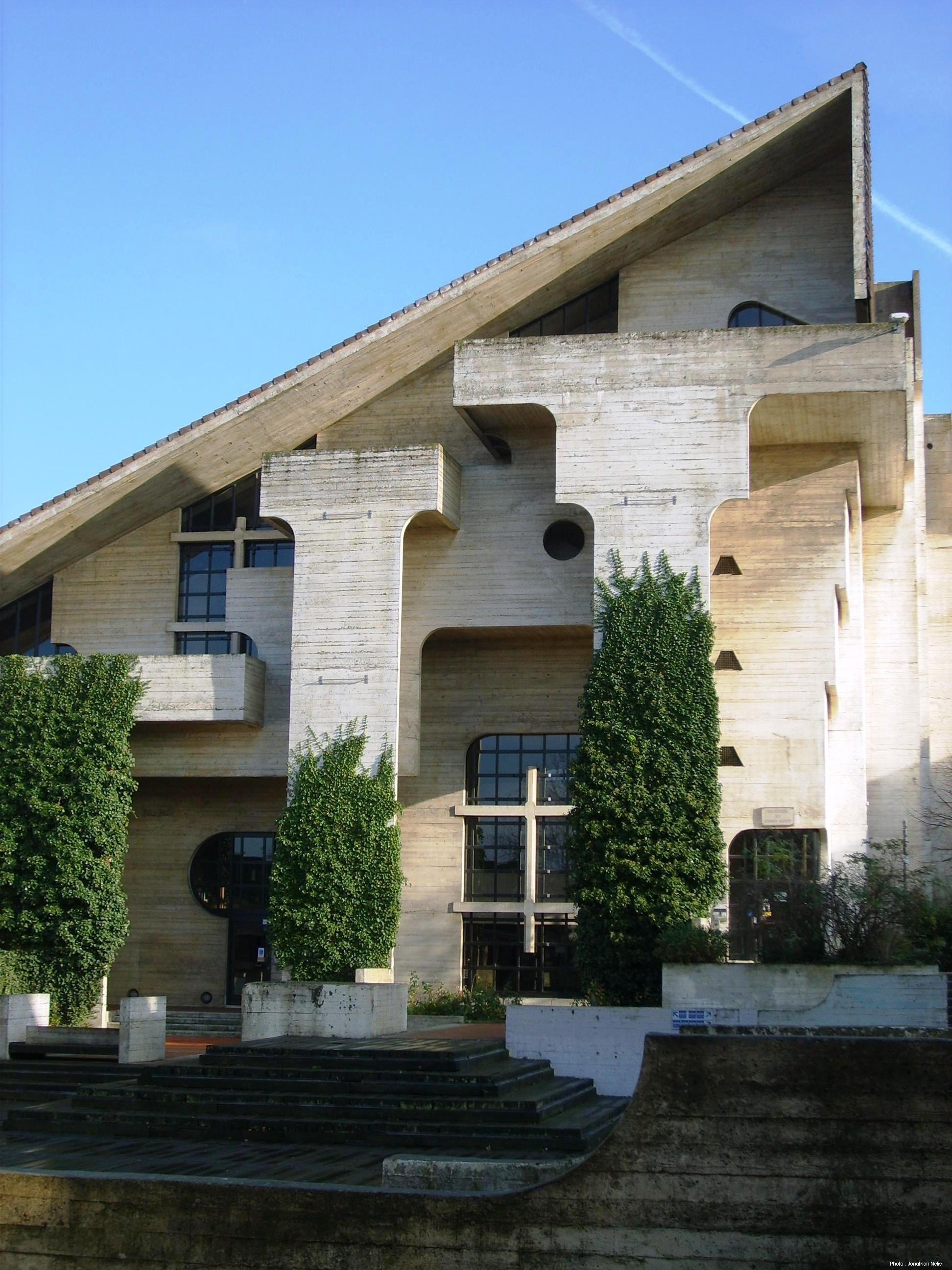
La bibliothèque des sciences de l'UCL (architecte : André Jacqmain).
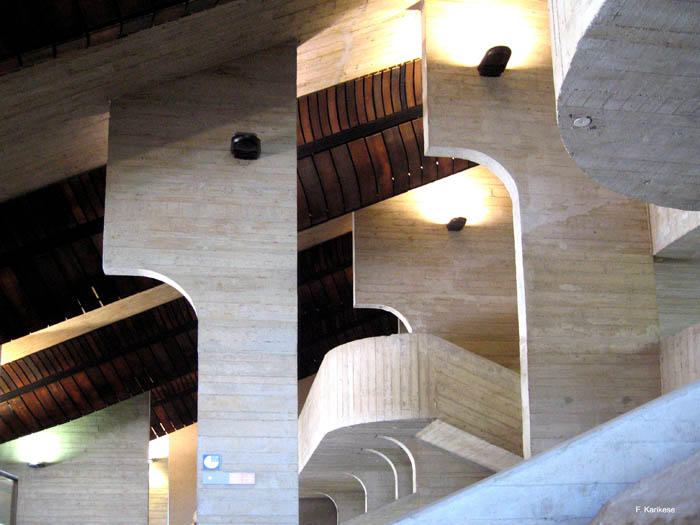
L'intérieur de la bibliothèque des sciences de l'UCL.
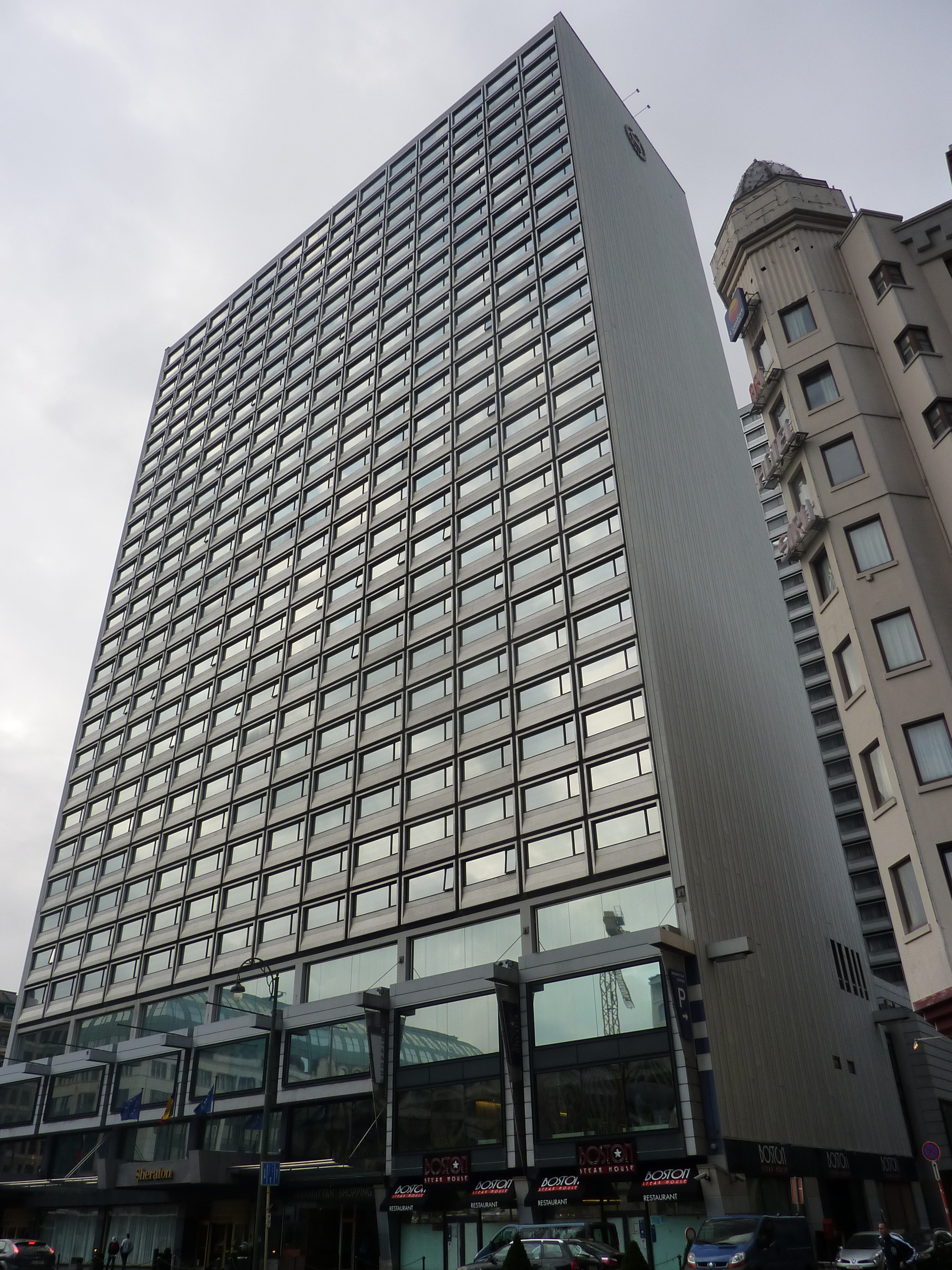
Manhattan Center (Bruxelles)

### Bande dessinée
Albums parus en 1973 :
- Barbe-Noire joue et perd de Marcel Remacle.
- Les Bonheurs de Sophie, 2e série et La Tiare de Matlotl Halatomatl de Jidéhem et Vicq.
- Chihuahua Pearl et L'Homme qui valait 500 000 $ de Jean-Michel Charlier et Jean Giraud.
- Les Démons de la nuit de Mitacq et Jean-Michel Charlier.
- Épitaphe pour Ric Hochet et Requiem pour une idole d'André-Paul Duchâteau.
- Et pour quinze cents dollars en plus et Outlaw, de Salvérius et Cauvin.
- La Forge de Vulcain et L'Orgue du diable de Roger Leloup.
- Ford T antipollution de Francis et Maurice Tillieux.
- Gaffes, bévues et boulettes d'André Franquin.
- Gare aux gaffes du gars gonflé de Franquin et Jidéhem.
- Le Grand Duc et L'Héritage de Rantanplan de Morris et Goscinny.
- L'Héritier de l'Inca de Gos.
- Lady d'Olphine de Peyo, Gos et Walthéry.
- Les Ressuscités de Will et Maurice Tillieux.
- Schtroumpf vert et Vert Schtroumpf de Peyo.
- Sur la piste d'un 33 tours de Maurice Tillieux et Gos.
- Une vie de chien ! de Roba.
- La Vallée de la mort verte de Jean-Michel Charlier et Victor Hubinon.

### Cinéma
- Le 15/8 de Chantal Akerman et Samy Szlingerbaum.
- Belle d'André Delvaux.
- Het dwaallicht (Le feu-follet) de Frans Buyens.
- Le Far West de Jacques Brel.
- La Fête à Jules de Benoît Lamy.
- Ne pas stagner, film documentaire de Boris Lehman.

### Littérature
- Prix Victor-Rossel : Georges Thinès, Le Tramway des officiers.

- Le Carré blanc, roman de Jacques Henrard[3].
- Le Dieu aveugle, roman de Jacques Schneider[4].
- L'Ivre Livre, roman de Marcel Moreau[5].
- La Patrie empaillée, recueil de poèmes de Jacques Izoard[6].
- Une Petite Femme aux yeux bleus, roman d'Irène Stecyk[3].
- Le Voyage en Palestine, roman de David Scheinert[5].

## Sciences
- Prix Francqui : Pierre Macq (physique nucléaire, UCL)[7].

## Naissances
- 17 janvier : François Damiens, humoriste, acteur.
- 1er juin : Caroline Cassart-Mailleux, femme politique.

## Décès
- 20 mars : Théo Herckenrath, coureur cycliste (° 22 juillet 1912).
- 20 avril : Henri Rolin, homme politique (° 3 mai 1891), mort à Paris.
- 19 mai : Léon Louyet, coureur cycliste (° 7 juillet 1906).
- 18 septembre : Théo Lefèvre, Premier ministre de 1961 à 1965 (° 17 janvier 1914).
- 22 septembre: Paul Van Zeeland, Premier ministre de 1935 à 1937 (° 11 novembre 1893).
- 21 octobre : Jules Matton, coureur cycliste (° 10 octobre 1897).
- 25 octobre : Émile Masson, coureur cycliste (° 16 octobre 1888).
- 13 décembre : Fanny Heldy, cantatrice (° 28 février 1888), morte à Neuilly-sur-Seine.

## Statistiques
- Population totale au 1er janvier 1973 : 9 726 850 habitants[8].